# 鼠笼式电动机

鼠笼式三相异步电动机

鼠笼式三相异步电动机（英語：Squirrel-cage rotor）是指电动机的定子上为三相散嵌式分布绕组，转子为笼式的导条。因为该导条形状与鼠笼相似，故称之为鼠笼式异步电动机。电动机在定子绕组加三相交流电后，会形成旋转磁场，其转子上的闭合的导条会因为切割定子磁场的磁力线而感应出电势和电流，而通电的导体在磁场中就会受到安培力，从而驱动转子运动。电动机转子就旋转起来了。这就是鼠笼式三相异步电动机的工作原理。
这种电动机的优点是结构简单，转子上无绕组，维修成本低，而使用寿命长。在众多領域都有着广泛的应用，尤其以電氣鐵路車輛應用最多。